# Йован Скерлич
Йован Скерлич (серб. Јован Скерлић, 8 серпня 1877 —†3 травня 1914) — сербський літературознавець, критик, журналіст.
У списку «100 найзнаменитіших сербів» Йован Скерлич займає 87 місце.

## Життєпис
Походив з родини середнього статку. Син власника магазинчика. Народився в Белграді у 1877 році. Тут закінчив початкову та середню школу. У 1899 році закінчив Белградський університет. Під час навчання почав брати участь у політичній діяльністі. У 1899–1904 роках навчався в Лозанні, де 1901 року захистив докторську дисертацію «Громадське мислення Франції з політичної та соціальної поезії 1830–1848». В подальшому слухав лекції в університетах Парижу та Мюнхена.
У 1904 році повернувся до Белграду. Працював викладачем у Белградському університеті. Входив до керівництва Сербської соціал-демократичної партії (до 1905 року). Стає членом редакції журналу «Сербський літературний вісник».
З 1905 року обіймав посаду професора сербської літератури Белградського університету. У 1908 році став керівником лівого крила партії Незалежних радикалів. У 1910 році обрано членом-кореспондентом Сербської королівської академії (сьогодні Сербська академія наук і мистецтв). Помер у 1914 році.

## Творчість
Був одним з впливовіших діячів культури, літературознавцем широкого діапазону.
Найзначущішими працями є «Омладіна і її література» (1906), «Сербська література XVIII століття» (1909), «Історичний огляд сербського друку» (1911), «Історія нової сербської літератури» (1912 та 1914), де її періодизація дається на основі історичного процесу як руху народних мас до прогресу.
Погляди на ставлення мистецтва до дійсності і проблему народності літератури викладені в роботі «Знищення естетики» і «Демократизація мистецтва» (1903).
Багато робіт присвятив сербським реалістам: «Яків Ігнятович» (1904), «Светозар Маркович, його життя, діяльність та ідеї» (1910), творчості С. Сремца, Л. Лазаревича. Крім того, Скерлич є автор статей про Генріха Гейне, Еміля Золя, Проспера Меріме, Гі де Мопассана, Олександра Пушкіна, Миколу Чернишевського, Максима Горького.